# Kristall Ingason
Kristall Máni Ingason (født 18. januar 2002 i Reykjavik) er en islandsk professionel fodboldspiller, der spiller for Sønderjyske Fodbold som angriber eller kantspiller.

## Karriere
fF
Han startede sin professionelle karriere da han underskrev med en kontrakt med Víkingur på lån fra F.C. København, i 2020. Efter én sæson i hjemlandet, skrev han en permanent kontrakt med Vikingur i 2021. Den 1. august 2022 skrev han under med den norske klub Rosenborg.
Den 19. juli 2023, skrev han under med Sønderjyske Fodbold i 1. division, efter at Sønderjyske Fodbold havde sendt Emil Frederiksen den anden vej, til Rosenborg. Han scorede sit første mål for Sønderjyske i en 5-0 sejr over Horsens, den 12. august 2023. Han scorede otte mål og lavede 11 oplæg i sin første sæson i Sønderjyske Fodbold og rykkede op i Superligaen med sin klub i maj 2024. Han scorede sit første mål i Superligaen, den 1. september 2024 i en 2-2 kamp mod Viborg FF.